# Wydział Architektury Wnętrz Akademii Sztuk Pięknych w Warszawie
Wydział Architektury Wnętrz Akademii Sztuk Pięknych w Warszawie – jeden z dziewięciu wydziałów Akademii Sztuk Pięknych w Warszawie. Jego siedziba znajduje się przy ul. Myśliwieckiej 8.

## Kierunki studiów
- Architektura wnętrz[3]

## Władze
- Dziekan – dr hab. prof ASP Bazyli Krasulak
- Prodziekan – dr hab. prof ASP Barbara Kowalewska